# Björn Lindroth
Björn Lindroth, född 2 oktober 1931 i Arvika stadsförsamling i Värmlands län, död 25 september 1999 i Boo församling i Stockholms län, var en svensk regissör, manusförfattare, tecknare, grafiker och sångtextförfattare.
Lindroth studerade grafik på Konsthögskolan i Stockholm 1949–1954 och blev grafiker. Han finns representerad på exempelvis Moderna museet. Han var initiativtagare till konstnärsföreningen Nordens Ljus och Grafikens Hus i Mariefred.
1962 dök hans namn upp i samband med populärmelodier, då han skrev texten till Olle Adolphsons melodi Kärlek och pepparrot. Året därpå fick han i uppdrag att skriva text till den genom pianisten Jan Johanssons inspelning så populära folkmelodin Visa från Utanmyra. I Eurovision Song Contest 1966 framförde Lill Lindfors och Svante Thuresson hans och Bengt-Arne Wallins Nygammal vals, vilken hade vunnit Melodifestivalen tidigare samma år. Han tilldelades SKAP-stipendiet 1966.
Han var från 1965 till sin bortgång gift med sångerskan Britt Damberg (1937–2019).

## Regi
- 1972–1974 – Herrarna i hagen (TV-serie)

## Filmmanus
- 1972–1974 – Herrarna i hagen (TV-serie)
- 1972–1974 – Bröderna Malm (TV-serie)
- 1977 – Conny och Tojan (TV-serie)